# 큰 바른틀 앙상블
통계역학에서 큰 바른틀 앙상블(grand canonical ensemble) 또는 대정준 앙상블(大正準-)이란 바른틀 앙상블에서 입자수가 고정되어 있지 않은 열린계로 이루어진 통계적 앙상블을 말한다. 따라서 계는 무한히 큰 열원과 열(에너지)뿐만 아니라 입자도 교환한다. 대신 입자수의 변동과 관련된 화학 퍼텐셜이 고정되어 있다. 따라서 계의 입자수를 확정하기 힘들 때 큰 바른틀 앙상블을 사용하는 것이 용이하다.
계가 에너지 {\displaystyle E_{i}\,}, 입자수 {\displaystyle N_{r}\,}인 미시상태 {\displaystyle (i,r)\,}에 있을 확률은 다음과 같다.
{\displaystyle p_{i,r}={\tfrac {1}{Z_{G}}}e^{-\beta (E_{i}-\mu N_{r})}}
여기서 {\displaystyle Z_{G}\,}는 확률의 총합이 1이 되도록 나누어준 상수값으로 계의 온도 {\displaystyle T\,}, 부피 {\displaystyle V\,}, 화학 퍼텐셜 {\displaystyle \mu \,}에 의해 결정된다. 이 값을 큰 분배함수라고 부른다.
{\displaystyle Z_{G}=\sum _{i,r}e^{-\beta (E_{i}-\mu N_{r})}=\sum _{i,r}e^{-(E_{i}-\mu N_{r})/{k_{B}T}}}

## 큰 분배함수
큰 분배함수는 바른틀 앙상블의 분배함수에 통계적 가중인자 {\displaystyle z\,}를 곱하여 {\displaystyle N\,}을 바꿔가며 더한 결과와 같다.
{\displaystyle Z_{G}(T,V,\mu )=\sum _{N=0}^{\infty }z^{N}\,Z(T,V,N)=\sum _{N=0}^{\infty }\sum _{i}z^{N}\,\exp(-E_{i}/k_{B}T)}.
여기서 통계적 가중인자{\displaystyle z\,}는 퓨가시티라고 부르며 다음과 같다.
{\displaystyle z{\stackrel {\mathrm {def} }{=}}\exp(\beta \mu )\,}
따라서 화학 퍼텐셜을 다음과 같이 표현할 수 있다.
{\displaystyle \mu =k_{B}T\ln z\,}

## 큰 퍼텐셜
큰 퍼텐셜은 다음과 같이 정의된다.
{\displaystyle \Phi _{G}{\stackrel {\mathrm {def} }{=}}\ E-TS-\mu N}
바른틀 앙상블에서 열역학 함수인 자유에너지를 분배함수로 표현한 것과 같이, 큰 바른틀 앙상블에서는 열역학 함수인 큰 퍼텐셜(grand potential)을 큰 분배함수로 표현할 수 있다.
{\displaystyle \Phi _{G}(T,V,\mu )=-k_{B}T\ln Z_{G}\,}

## 밀도 행렬의 대각선 성분
큰 바른틀 앙상블에서 에너지의 고윳값이 {\displaystyle E_{n}}이고, 입자수의 고윳값이 {\displaystyle N_{r}}인 양자상태에 있을 확률은 볼츠만 인자로 주어진다. 계의 입자 수 변동을 고려하면 밀도 행렬의 대각선 성분은 다음과 같이 표현할 수 있다.
{\displaystyle \rho _{n}={{e^{-\beta (E_{n}-\mu N_{r})}} \over {\sum _{n,r}e^{-\beta (E_{n}-\mu N_{r})}}}}

## 밀도 연산자
한편, 밀도 연산자 표현식은 다음과 같다.
{\displaystyle \rho ={{e^{-\beta (H-\mu N)}} \over {Tr(e^{-\beta (H-\mu N)})}}}

## 큰 퍼텐셜의 유도
엔트로피와 큰 퍼텐셜의 정의로부터 큰 분배함수로 표현된 큰 퍼텐셜을 유도할 수 있다.
{\displaystyle S=<-k_{B}\ln \rho >=-k_{B}<\ln \rho >\,}
{\displaystyle <G>=Tr[\rho G]\,}이므로,
{\displaystyle S=-k_{B}Tr[\rho \ln \rho ]\,}
{\displaystyle =-k_{B}Tr[\rho (-\beta (H-\mu N)-\ln Z_{G}))]\,}
{\displaystyle =k_{B}\beta Tr[\rho H]-k_{B}\beta \mu Tr[\rho N]+k_{B}Tr[\rho \ln Z_{G}]\,}
{\displaystyle =k_{B}\beta <H>-k_{B}\beta \mu <N>+k_{B}<\ln Z_{G}>\,}
{\displaystyle TS=k_{B}T\beta <H>-k_{B}T\beta \mu <N>+k_{B}T<\ln Z_{G}>\,}
{\displaystyle =U-\mu N+k_{B}T\ln Z_{G}\,}
큰 퍼텐셜의 정의에 의해,
{\displaystyle \Phi =U-TS-\mu N=-k_{B}T\ln Z_{G}\,}

## 열역학적 양
앙상블의 평균 입자수는 다음과 같이 얻어진다.
{\displaystyle \langle N\rangle =z{\frac {\partial }{\partial z}}\ln {\mathcal {Z}}(z,V,T).}
그리고 평균 내부에너지는 다음과 같다.
{\displaystyle \langle E\rangle =k_{B}T^{2}{\frac {\partial }{\partial T}}\ln {\mathcal {Z}}(z,V,T).}
분배함수 자체는 압력 P와 부피V의 곱을 {\displaystyle k_{B}T\,}로 나눈 것이다.
{\displaystyle PV=k_{B}T\ln {\mathcal {Z}}}
다른 열역학적 잠재에너지는 위의 양들을 선형결합하여 얻을 수 있다. 예를 들어, 헬름홀츠 자유에너지 F(A로도 쓴다)는 다음과 같이 얻어진다.
{\displaystyle F=N\mu -PV=-k_{B}T\ln({\mathcal {Z}}/z^{N}).}

## 양자 역학적 앙상블
양자역학적 계의 앙상블은 밀도행렬로 묘사된다. 적절한 표현으로, 밀도행렬ρ는 다음과 같은 형태를 갖는다.
{\displaystyle \rho =\sum _{k}p_{k}|\psi _{k}\rangle \langle \psi _{k}|}
pk는 계가 임의로 미시상태 {\displaystyle |\psi _{k}\rangle } 에 있게 될 확률이다. 그래서 ρ의 대각선 합인 trace,(Tr'(ρ)로 표시한다)는 1이다.
문제에서 앙상블이 정적이라고, 바꾸어 말해, 시간에 따라 변하지 않는다고 가정하자. 그러면, 리우빌의 정리에 의해
[ρ, H] = 0 혹은 ρH = Hρ가 된다. 여기서 H는 계의 해밀토니안이다. 그래서 ρ로 나타내는 밀도행렬은 대각선행렬이다.
{\displaystyle H=\sum _{n}E_{i}|\psi _{i}\rangle \langle \psi _{i}|}
라 가정하자.
여기서 Ei는 i번째 에너지 고유상태의 에너지이다.
만약 계의 i번째 에너지 고유상태가 ni개의 입자를 가졌다면, 이에 상응하는 관찰가능량인 number operator는 다음과 같이 주어진다.
{\displaystyle N=\sum _{n}n_{i}|\psi _{i}\rangle \langle \psi _{i}|}
고전적 가정으로부터 상태:{\displaystyle |\psi _{i}\rangle }
는 확률(unnormalized):{\displaystyle p_{i}=e^{-\beta (E_{i}-\mu n_{i})}\,} 을 가지고 있다. 그래서 큰 바른틀 앙상블은 상태가 섞여있다.
{\displaystyle \rho =\sum _{i}p_{i}|\psi _{i}\rangle \langle \psi _{i}|=\sum _{i}e^{-\beta (E_{i}-\mu n_{i})}|\psi _{i}\rangle \langle \psi _{i}|=e^{-\beta (H-\mu N)}}
Tr(ρ)가 1이 되는 것으로 표준화 된 큰 바른틀 분배는 다음과 같다.
{\displaystyle {\mathcal {Z}}=\mathbf {Tr} [e^{-\beta (H-\mu N)}]}

## 같이 보기
- 바른틀 앙상블
- 화학 퍼텐셜
- 자유에너지

## 참고 자료
- 김인묵, 김엽. '통계열물리', 범한서적주식회사, 2000.